# Stychoides strandiellus
Stychoides strandiellus är en skalbaggsart som beskrevs av Stefan von Breuning 1940. Stychoides strandiellus ingår i släktet Stychoides och familjen långhorningar. Inga underarter finns listade i Catalogue of Life.